# 慕尼黑市辖区列表
慕尼黑市辖区列表（德語：Liste der Stadtbezirke Münchens）罗列出了德国巴伐利亚州首府慕尼黑25个市辖区和108个区分区的概览。如今的市辖区主要是在1992年组成，当时原有的市辖区数量从41个概括为24个。第25区（莱姆）直至1996年才通过从施万塔勒高地分离出来而成立，这两区在1992年合并时便遭到了当地居民的强烈反对。

## 历史
自中世纪以来，慕尼黑市（即如今的老城）便被划分为四个社区。随着城市在19世纪开始向城墙外部发展，城市对辖区的划分已开始使用罗马数字表示。至第二次世界大战时共有41个市辖区。当辖区委员会在1947年成立后，它们也开始商议对市辖区赋予名称，以使它们显得不再那么匿名。相关名称经过数年的讨论后，于1954年2月2日经慕尼黑市议会审议通过。

## 现行市辖区
|  |  |

下表列出了现行市辖区（见左上方地图）及其相关市辖区分区（见右上方地图）的划分概况。
列表说明：
- 编号：市辖区所使用的分配编号
- 名称：市辖区所使用的名称
- 人口：市辖区的人口数量（截至2012年12月31日）[2]
- 面积：市辖区的面积（单位：公顷，截至2012年12月31日）[2]
- 人口密度：市辖区平均每公顷的人口数量（截至2012年12月31日）[2]
- 区分区：市辖区辖下的次级分区列表

| 编号 | 名称                                             | 人口      | 面积     | 人口密度 | 区分区 |
| ---- | ------------------------------------------------ | --------- | -------- | -------- | --- |
| 1    | 老城-莱赫尔                                      | 20,048    | 314.57   | 64       | 01.1 格拉根瑙社区 01.2 安格尔社区 01.3 哈肯社区 01.4 十字社区 01.5 莱赫尔 01.6 英国花园南                                            |
| 2    | 路德维希近郊-伊萨尔近郊                          | 49,657    | 440.15   | 113      | 02.1 格特纳广场社区 02.2 德意志博物馆 02.3 钟溪社区 02.4 德莱米伦 02.5 旧南部公墓畔 02.6 屠宰场畔 02.7 路德维希近郊-医院 02.8 圣保禄 |
| 3    | 马克斯近郊                                       | 50,877    | 429.79   | 118      | 03.1 国王广场 03.2 奥古斯滕街 03.3 圣本诺 03.4 练兵场 03.5 若瑟广场 03.6 旧北部公墓畔 03.7 大学 03.8 申费尔德近郊 03.9 马斯曼山      |
| 4    | 施瓦宾西                                         | 64,768    | 436.30   | 148      | 04.1 新施瓦宾 04.2 柳特波德公园畔 04.3 重骑兵营                                                                                      |
| 5    | 坳-海德豪森                                      | 58,881    | 421.96   | 140      | 05.1 马克西米利安纪念馆 05.2 施泰因豪森 05.3 海德豪森-北 05.4 海德豪森-南 05.5 上坳 05.6 下坳                                        |
| 6    | 森德灵                                           | 39,567    | 393.88   | 100      | 06.1 下森德灵 06.2 森德灵场 |
| 7    | 森德灵-西公园                                    | 54,552    | 781.45   | 70       | 07.1 中森德灵 07.2 阳光之地 07.3 森林墓园畔                                                                                          |
| 8    | 施万塔勒高地                                     | 29,402    | 207.02   | 142      | 08.1 西区 08.2 施万塔勒高地 |
| 9    | 诺伊豪森-宁芬堡                                  | 94,257    | 1291.45  | 73       | 09.1 诺伊豪森 09.2 宁芬堡 09.3 奥伯维森费尔德 09.4 圣味增爵 09.5 老军营 09.6 多姆佩德罗                                              |
| 10   | 莫萨赫                                           | 50,253    | 1109.36  | 45       | 10.1 老莫萨赫 10.2 莫萨赫车站 |
| 11   | 米贝茨霍芬-哈特畔                                | 72,506    | 1341.64  | 54       | 11.1 哈特畔 11.2 利森费尔德畔 11.3 米贝茨霍芬                                                                                        |
| 12   | 施瓦宾-弗莱曼                                    | 68,530    | 2567.01  | 27       | 12.1 弗莱曼 12.2 上伊萨尔坳 12.3 老荒原-希尔绍 12.4 慕尼黑自由广场 12.5 比德斯泰因 12.6 施瓦宾东 12.7 小黑塞洛赫 12.8 新弗莱曼       |
| 13   | 博根豪森                                         | 80,816    | 2371.17  | 34       | 13.1 上弗灵 13.2 约翰内斯基兴 13.3 赫尔佐格公园 13.4 恩格沙尔京 13.5 达格芬 13.6 博根豪森公园城 13.7 老博根豪森                      |
| 14   | 莱姆畔山                                         | 42,310    | 631.46   | 67       | 14.1 艾沙丁 14.2 约瑟夫堡 14.3 莱姆畔山东                                                                                            |
| 15   | 特鲁德灵-里姆                                    | 65,869    | 2245.05  | 29       | 15.1 特鲁德灵-里姆 15.2 里姆博览城 15.3 特鲁德灵花园城 15.4 森林特鲁德灵                                                             |
| 16   | 拉默斯多夫-佩拉赫                                | 107,164   | 1989.50  | 54       | 16.1 拉默斯多夫 16.2 班兰街-西 16.3 老佩拉赫 16.4 新佩拉赫 16.5 瓦尔德佩拉赫                                                         |
| 17   | 上吉辛-雉鸡园                                    | 51,183    | 572.03   | 89       | 17.1 上吉辛 17.2 雉鸡园 |
| 18   | 下吉辛-哈拉兴                                    | 51,180    | 805.66   | 64       | 18.1 下吉辛 18.2 锡本布伦 18.3 吉辛 18.4 新哈拉兴 18.5 哈拉兴                                                                        |
| 19   | 塔尔基兴-上森德灵-福斯滕里德-菲尔斯滕里德-索尔恩 | 87,271    | 1775.43  | 49       | 19.1 塔尔基兴 19.2 上森德灵 19.3 福斯滕里德 19.4 菲尔斯滕里德-西 19.5 索尔恩                                                         |
| 20   | 哈登                                             | 47,949    | 922.39   | 52       | 20.1 布鲁默瑙 20.2 新哈德恩 20.3 大哈德恩                                                                                            |
| 21   | 帕辛-上门青                                      | 69,295    | 1649.79  | 42       | 21.1 新帕辛 21.2 西泳场畔 21.3 帕辛 21.4 上门青                                                                                      |
| 22   | 奥宾-洛赫豪森-朗格韦德                           | 41,116    | 3406.01  | 12       | 22.1 老奥宾 22.2 奥宾-南 22.3 洛赫豪森 22.4 弗赖哈姆                                                                                 |
| 23   | 阿拉赫-下门青                                    | 30,393    | 1545.17  | 20       | 23.1 工业区 23.2 下门青-阿拉赫 |
| 24   | 费尔德莫兴-哈森贝格尔                            | 58,245    | 2893.78  | 20       | 24.1 费尔德莫兴 24.2 哈森贝格尔-勒歇瑙东 24.3 路德维希费尔德 24.4 勒歇瑙西                                                           |
| 25   | 莱姆                                             | 53,59     | 528.58   | 101      | 25.1 弗里登海姆 25.2 圣乌尔里希 |
|      | 州府慕尼黑                                       | 1,439,474 | 31070.59 | 46       | |

## 1992年以前的市辖区

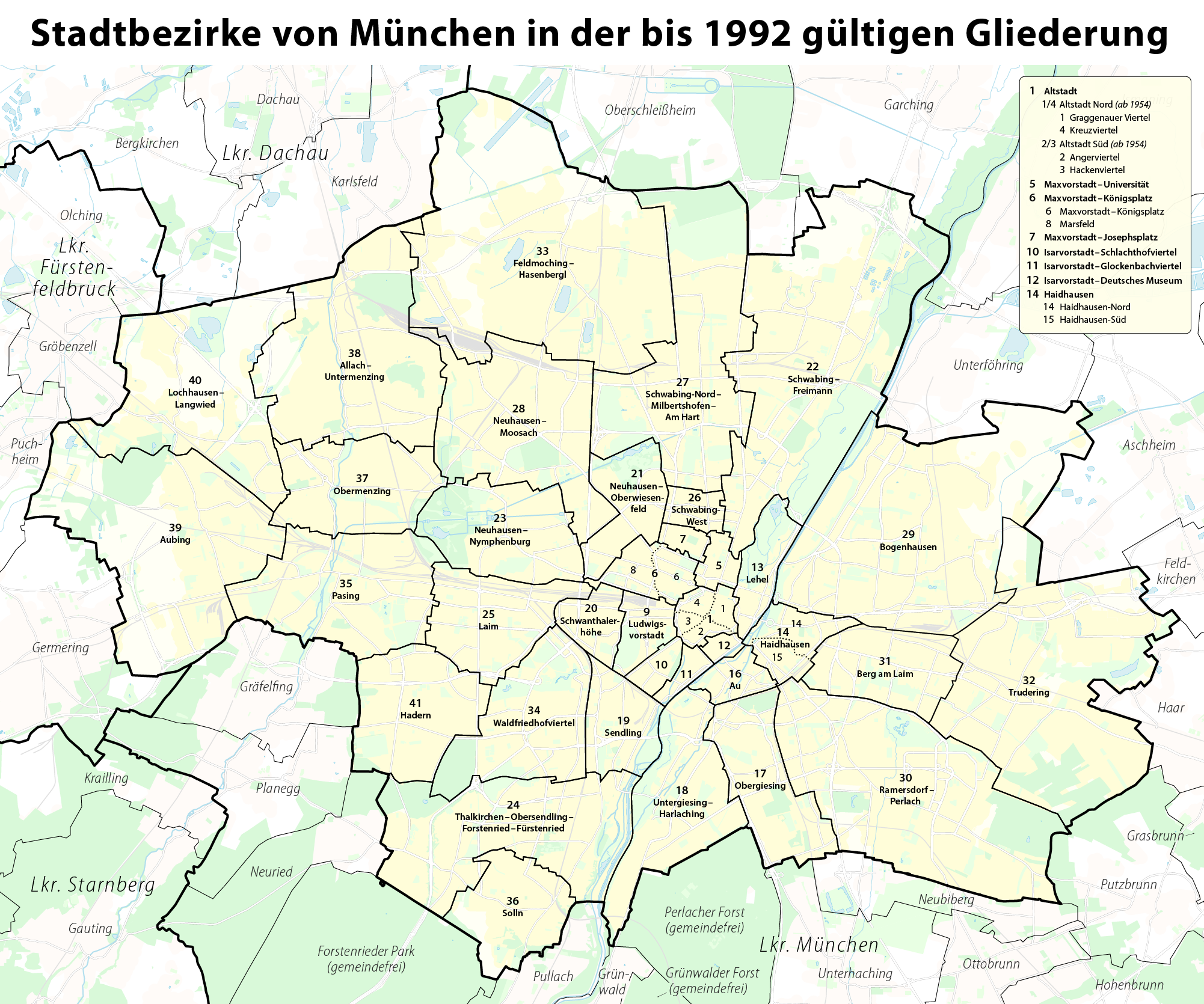
生效至1992年的慕尼黑市辖区划分图

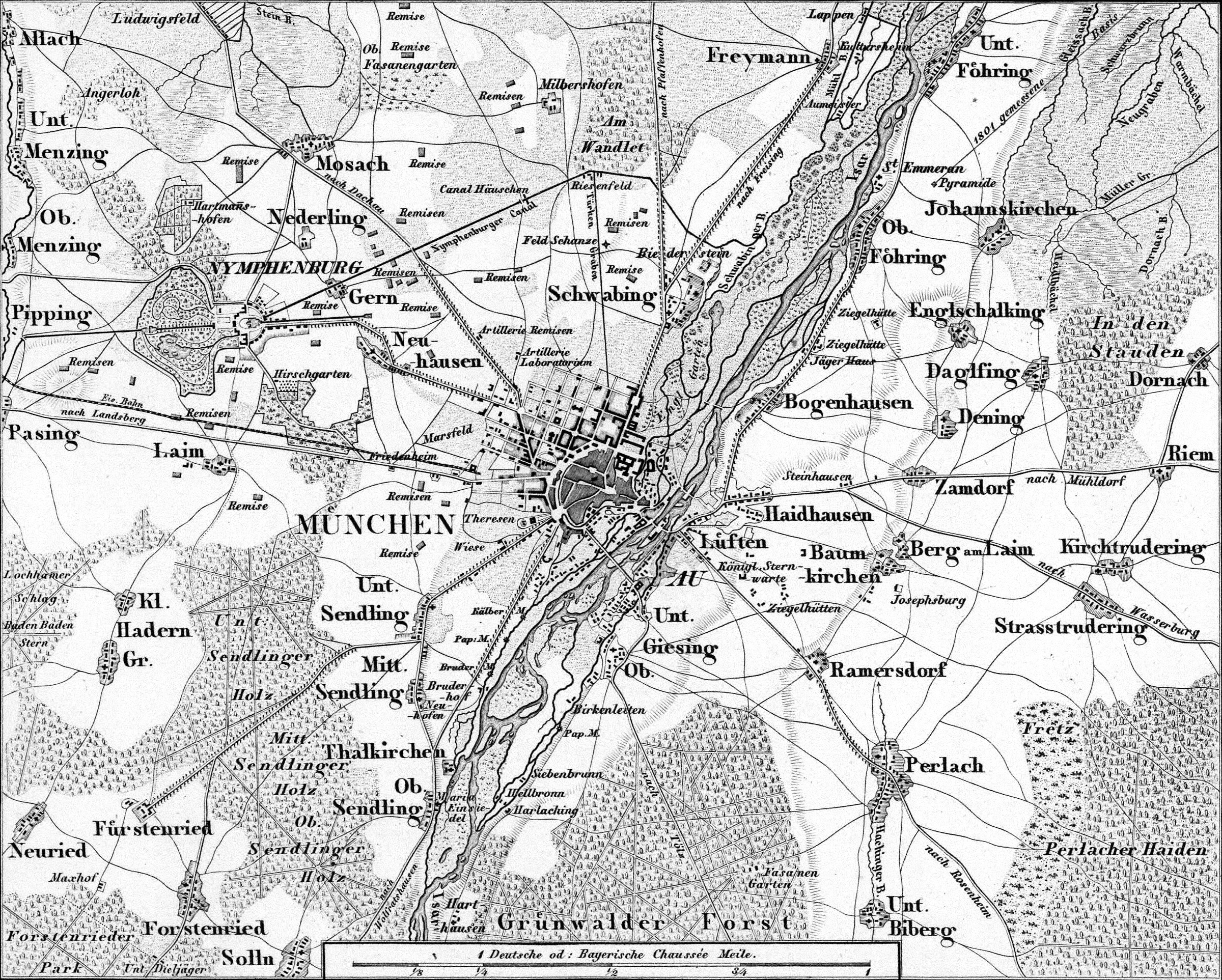
1858年的慕尼黑及周边地区图

在第二次世界大战后，慕尼黑被划分成以下41个市辖区，期间只进行过较小的改动直至1992年重新划分：
1. 马克斯·约瑟夫广场
2. 安格尔社区
3. 森德灵街
4. 城市行政区
1/4 老城北（自1954年）
2/3 老城南（自1954年）
5. 马克斯近郊－大学社区
6. 马克斯近郊－国王广场
7. 马克斯近郊－约瑟夫广场
8. 练兵场
9. 草地社区
10. 伊萨尔近郊－屠宰场社区
11. 伊萨尔近郊－钟溪社区
12. 伊萨尔近郊－德意志博物馆
13. 莱赫尔
14. 海德豪森－北
15. 海德豪森－南
14/15 海德豪森
16. 坳
17. 上吉辛
老上吉辛
雉鸡园
18. 下吉辛-哈拉兴
下吉辛
哈拉兴
19. 森德灵
20. 施万塔勒高地
21. 诺伊豪森－奥伯维森费尔德（德语：Oberwiesenfeld）
22. 施瓦宾－弗莱曼
施瓦宾-东
弗莱曼－老荒原
23. 诺伊豪森－宁芬堡
东部
西部
24. 塔尔基兴－上森德灵－福斯滕里德
塔尔基兴－路德维希王子高地
上森德灵
福斯滕里德－菲尔斯滕里德
25. 莱姆
26. 施瓦宾-西
27. 米贝茨霍芬－哈特畔
施瓦宾-北
米贝茨霍芬
哈特畔
28. 诺伊豪森－莫萨赫
外达豪街
莫萨赫
29. 博根豪森
博根豪森
上弗灵（德语：Oberföhring）
达格芬－登宁
30. 拉默斯多夫－佩拉赫
拉默斯多夫
佩拉赫及新佩拉赫
瓦尔德佩拉赫
31. 莱姆畔山
32. 特鲁德灵
老特鲁德灵－里姆
特鲁德灵花园城
森林特鲁德灵
33. 费尔德莫兴－哈森贝格尔
费尔德莫兴
哈特霍夫－勒歇瑙－哈森贝格尔
路德维希费尔德
34. 森林墓园社区
35. 帕辛
第一及第二别墅区
老帕辛
36. 索尔恩（德语：Solln）
37. 上门青（德语：Obermenzing）
38. 阿拉赫－下门青
阿拉赫
下门青
39. 奥宾（德语：Aubing）
奥宾
新奥宾
40. 洛赫豪森（德语：Lochhausen (München)）－朗格韦德（德语：Langwied (München)）
铁路线以南
铁路线以北
41. 哈德恩

## 其它地方名
官方的市辖区及市分区并不一定总是与人口的空间视觉相吻合。此外慕尼黑也有很多的地方名未能重新获得官方名称。这类地方名的（非完全）概览会被附记在地图上。